# Aeroportul Municipal Springdale
Aeroportul Municipal Springdale (IATA: SPZ, ICAO: KASG, FAA LID: ASG) este un aeroport din Arkansas, Statele Unite ale Americii ce deservește zona Springdale⁠(d). Aeroportul a fost tranzitat în 2019 de 112 pasageri. A fost numit după zona deservită.
Situat la o altitudine de 412 m, aeroportul dispune de 1 pistă.

## Infrastructură

### Piste
Aeroportul dispune de o singură pistă. Pista 18/36 are suprafața de asfalt și dimensiunile 5.302 picioare × 76 picioare. 